# Anthony W. England
Pour les articles homonymes, voir Anthony et England.
Anthony Wayne England dit Tony England est un astronaute américain né le  15 mai 1942.

## Vols réalisés
Il réalise un unique vol en tant que spécialiste de mission, le 29 juillet 1985, à bord du vol Challenger STS-51-F.